# Aumessaç
Aumessas (en francès Aumessaç) és un municipi francès situat al departament del Gard i a la regió d'Occitània.